# 洛斯帕德里斯国家森林

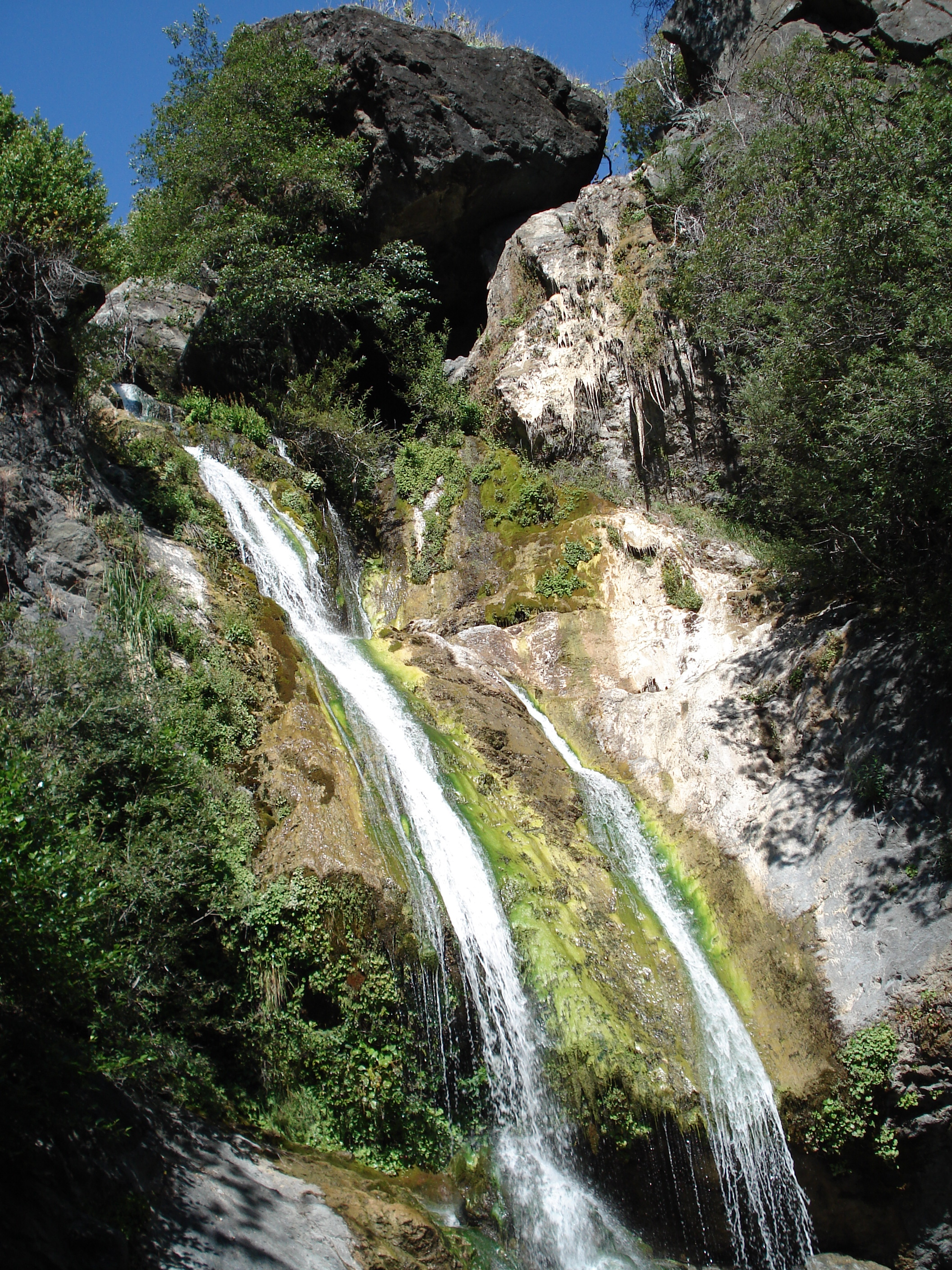
三文鱼溪瀑布（Salmon Creek Falls）在大苏尔岸边，位于文塔纳野生保护区。

洛斯帕德里斯国家森林（英語：Los Padres National Forest，也译作教士国家森林）是座美国国家森林，位于加利福尼亚州的南部、中部。森林由美国国家森林局管理，沿着加利福尼亚州海岸线绵延，从文图拉到蒙特雷，并向内陆延伸，内有州内大片山地。森林海拔高度在海平面到8,847英尺（2,697）之间。